# Помирла
Помирла (рум. Pomârla) — село у повіті Ботошані в Румунії. Адміністративний центр комуни Помирла.
Село розташоване на відстані 401 км на північ від Бухареста, 41 км на північний захід від Ботошань, 137 км на північний захід від Ясс.

## Населення
За даними перепису населення 2002 року у селі проживали 2379 осіб, усі — румуни. Рідною мовою 2378 осіб (> 99,9%) назвали румунську.